# Peng Ming-min
Peng Ming-min (kinesiska: 彭明敏; pinyin: Peng Míngmǐn), född 15 augusti 1923 i Dajia-distriktet i Taichung, död 8 april 2022 i Taipei, var en välkänd taiwanesisk demokratiaktivist, politiker och förespråkare av Taiwans självständighet.

## Uppväxt och tidig karriär
Född i en framstående läkarfamilj i Taiwan under tiden som japansk koloni reste Peng till Tokyo för sin gymnasieutbildning och studier i juridik och statsvetenskap vid Tokyos universitet. För att undvika den amerikanska bombningen av Japans huvudstad i krigets slutskede, bestämde han sig för att åka till sin bror i närheten av Nagasaki. På vägen dit förlorade han sin vänstra arm i ett bombangrepp. Medan han återhämtade sig i sin brors hus bevittnade han hur den andra atombomben förstörde staden Nagasaki. 
Efter den japanska kapitulationen återvände Peng till Taiwan och skrevs in vid Taiwans nationella universitet. Han studerade för sin kandidatexamen i juridik när 28 februari-händelsen inträffade. Efter krigsslutet beslutade de allierade att Taiwan skulle återförenas med Kina. Nationalistregeringen Guomindang och de tusentals kineser som flydde till Taiwan undan kommunisterna välkomnades ursprungligen av den lokala taiwanesiska kinesiska befolkningen. Guomindangs styre väckte dock snabbt motstånd, och 1947 inträffade den så kallade 28 februari-händelsen som slutade med blodiga strider, där mellan 10 000 och 30 000 civila dog. Peng var då inte politiskt aktiv, men efter att ha beskrivit händelserna i brev till sin far hamnade han på polisens svarta lista.
Efter vidare studier i Montreal och Paris blev Peng en pionjär inom flygtrafiklagstiftning.

## Politisk karriär
Sedan han skrivit ett manifest som förespråkade demokrati i sitt hemland Taiwan och störtandet av Chiang Kai-shek arresterades han för uppvigling år 1964. Peng dömdes till åtta års fängelse, men hans fall väckte uppmärksamhet över hela världen. Under det ökande internationella trycket släppte Chiang Kai-shek Peng från militärt fängelse 14 månader senare, men satte honom i livstids husarrest med strikt övervakning.
1968 hade hans husarrest blivit så kvävande att vänner och den svenska sektionen av Amnesty International hjälpte till att planera för Pengs flykt från Taiwan. År 1970 lyckades Peng att resa med flyg till Hongkong och därifrån till Sverige med ett förfalskat pass. Han beviljades politisk asyl i Sverige, men trots den frihet han åtnjöt i Europa, bestämde han sig för att tillbringa en tid vid University of Michigan. Både Guomindang och Kinas kommunistiska parti protesterade ihärdigt, men USA beviljade hans begäran om visum och Peng kom till Michigan i augusti 1970. Under sin tid vid Michigan, skrev han sin självbiografi A Taste of Freedom.
Med Chiang Ching-kuos död 1988, övertog Lee Teng-hui ordförandeskapet och började reformera den taiwanesiska regeringen. År 1992 reviderade han strafflagen, vilket inte bara innebar att taiwaneser fick rätt att förespråka självständighet utan att åtalas för uppvigling, utan också beviljade amnesti för politiska fångar. 
Efter 22 år i exil återvände Peng 1992 för att senare bli det Demokratiska framstegspartiets (DPP) presidentkandidat i Taiwans första direkta presidentval 1996. Peng samlade 21 procent av rösterna, näst mest efter Lee Teng-hui, som vann valet. År 2001, då DPP:s kandidat Chen Shui-bian valdes till president, utsågs Peng till Senior Advisor i presidentens kansli. 2009 publicerades Pengs A Perfect Escape (逃亡 på kinesiska), som avslöjade detaljerna om hans dramatiska flykt 1970.